# 榮川乃亞
榮川乃亞（日語：栄川 乃亜，1997年12月25日—），日本出身的AV女優。所属事务所是LIFE PROMOTION。

## 简歴
2016年7月以蘿莉類型AV女優出道。
2017年，事務所開設了YouTube頻道「LIFE TV」。
2017年6月加入AV女優偶像組合「SEXY-J」直至12月19日組合解散。
2017年10月8日，和同一事务所的霧島櫻组建了团体「LULUDY」。
2017年11月18日，「LULUDY」的第一次活动。
2018年3月1日, 在成人廣播獎獲得「新人女優賞」。她是史上首位企劃單體女優獲得新人女優賞。
2020年春季, 在「惠比壽麝香葡萄」新成員票選中, 和山岸逢花及深田结梨成為該女子組合新成員。

## 人物
喜歡吃東西、草莓、睡覺、喝酒和玩他媽哥池（電子雞）。

養有一隻叫MIMI的小狗。假日活動是遛狗、睡覺和玩他媽哥池。

和安部未華子為好友, 有一同經營YouTube頻道。

出道前本想找水著女星的工作, 但找工作時剛好看見招募AV女優便應徵了。入行前不曾看過AV, 甚至不知AV製成品會打馬賽克。
不擅長被動深喉（被男優按住口交）。